# MAX Geheugentrainer
MAX Geheugentrainer is een Nederlands televisieprogramma van Omroep MAX. Het is een trainingsprogramma om de hersenen in vorm te houden.
Met een studiogast worden in de studio zes stappen doorlopen. De oefeningen zijn geïnspireerd op wetenschappelijke inzichten en zijn bedoeld om de aandacht en het geheugen op peil te houden. De eerste uitzending van het programma was op 17 september 2007. De presentatie was vanaf het begin in handen van MAX-voorzitter Jan Slagter. Vanaf 2015 wisselde hij af met Pauline Spiering. Eind 2016 stopte Jan Slagter als medepresentator, hij werd per 2 januari 2017 opgevolgd door Mascha de Rooij die sindsdien afwisselt met Pauline Spiering.
Aan het eind van het programma is er een kijkersvraag, vaak het onderdeel van Wat zien ik!?.

## Onderdelen

### Stap 1
- Het Boodschappenspel: Bij stap 1 krijgt de studiogast dertig seconden lang acht boodschappen te zien die hij/zij tot stap 6 moet proberen te onthouden.

### Stap 2
Bij stap 2 wordt of Het Correctiespel of Letterregen gespeeld.
- Het Correctiespel: De studiogast krijgt een aantal rekenopgaven te zien, compleet met uitkomst. Sommige uitkomsten kloppen, andere niet. De gast moet zeggen of de uitkomst juist of onjuist is.
- Letterregen: De letters van woorden en namen verschijnen eerst als puntjes in beeld. Vervolgens verschijnen in willekeurige volgorde de letters. De gast mag het woord of de naam noemen zodra hij/zij het ziet.

### Stap 3
- Wat zien ik!?: De gast krijgt een oud polygoonjournaal te zien. Na dit journaal krijgt de gast een aantal vragen over het filmpje die hij/zij correct moet beantwoorden. Soms wordt er een beeldfragment uit het filmpje getoond, wat helpt de vraag te beantwoorden.

### Stap 4
- Zoekplaatje: De gast krijgt 12 plaatjes te zien waarvan hij/zij moet onthouden op welke positie deze staan. Vervolgens krijgt de gast een voor een deze plaatjes te zien. Bij elk plaatje dient hij/zij het nummer te noemen waarachter het zou moeten staan.

### Stap 5
- Collectief geheugen: Er wordt een historisch fragment getoond waarin een dilemma wordt voorgelegd. Hierin wordt bijvoorbeeld getoond hoe bepaalde tijd wordt opgevuld.

### Stap 6
- De ontknoping van het boodschappenspel: In deze finale moet de gast alle acht boodschappen, die aan het begin van het programma zijn langsgekomen, proberen op te noemen. Als alle acht de boodschappen binnen 40 seconden zijn genoemd, wint de kandidaat een prijs. Tijdens het spel mag de gast fouten maken, zolang binnen de tijd de juiste boodschappen maar genoemd worden.
- Het leukste huiswerk van Nederland: De MAX Geheugentrainer wordt afgesloten met een kijkersvraag over het in stap 3 getoonde polygoonjournaal.

### Eerder gespeelde maar thans vervallen spellen
- Acht verschillenspel:

Bij dit spel werden twee ogenschijnlijk identieke foto's getoond waartussen 8 verschillen zitten en deze moesten gevonden worden. Dit onderdeel is vervallen omdat sommige verschillen niet voldoende zichtbaar waren.
- Eurorekenen:

Bij dit spel werd een kassabon getoond en het is de bedoeling om de bedragen op deze bon bij elkaar op te tellen. Vanwege de verwarring met artikelen uit het boodschappenspel is dit onderdeel destijds vervallen.
- Liedjesbrij:

De woorden van drie liedtitels worden door elkaar gezet en er wordt één extra woord aan toegevoegd. Omdat niet alle liedtitels algemeen bekend zijn was dit het enige spel waar feitenkennis voor nodig is. Daarom is dit onderdeel op den duur vervallen.
- Het Anagramspel:

De letters van woorden staan eerst in alfabetische volgorde en worden stap voor stap op hun plaats gezet. De gast mag het woord noemen zodra hij/zij het ziet.